# Mâamar Bentoucha
Mâamar Bentoucha est un footballeur algérien né le 1er août 1981 à Chlef. Il évolue au poste de ailier droit à l'ORB Oued Fodda.

## Biographie
Mâamar Bentoucha évolue en Division 1 avec les clubs de l'ASO Chlef, du MC Saïda, et du MC Alger.
De 2010 à 2014, il dispute 89 matchs en première division algérienne, inscrivant un but. Il remporte le titre de champion en 2011 avec l'ASO Chlef. Lors de l'année 2012, il joue 10 matchs en Ligue des champions d'Afrique avec cette équipe.

## Palmarès
- Champion d'Algérie en 2011 avec l'ASO Chlef.
- Accession en Ligue 1 en 2007 et 2010 avec le MC Saïda.